# 1984 (album de Van Halen)
Pour les articles homonymes, voir 1984 (homonymie).
Albums de Van Halen
Diver Down
(1982) 5150
(1986)
Singles
1. Jump
Sortie : 21 décembre 1983
2. I'll Wait
Sortie : avril 1984
3. Panama
Sortie : 18 juin 1984
4. Hot for Teacher
Sortie : 10 octobre 1984

1984 est le sixième album studio du groupe de hard rock américain Van Halen sorti le 9 janvier 1984. Le titre sur le verso de la pochette est écrit en chiffres romains soit MCMLXXXIV.  Il s'est vendu à plus de 10 000 000 exemplaires grâce aux singles Jump, I'll Wait, Panama et Hot For Teacher. Ce  sera le dernier album avec David Lee Roth jusqu'à son retour sur l'album A Different Kind of Truth en 2012.

## Historique

### Enregistrement
Il  le premier album du groupe à être enregistré au Studio 5150, le studio personnel qu'Eddie Van Halen venait d'aménager à Studio City dans la banlieue de Los Angeles. Il est nommé ainsi en référence au code d'urgence psychiatrique pour interner une personne contre sa volonté, ce qui donne une idée de l'état d'esprit du groupe à l'époque. 5150 sera d'ailleurs le titre de l'album suivant du groupe.
À ce propos, à la fin du clip de Hot For Teacher, on peut voir Eddie, enfermé dans une camisole de force, le regard vide et regardant la télévision avec le commentaire « Edward Van Halen is temporarily "relaxing" in Bellevue Mental Ward and making progress. » Trad : Edward Van Halen est temporairement en "relaxation" dans le quartier psychiatrique de Bellevue et progresse bien.
C'est le premier album du groupe où les musiciens s'investissent dans la production et le mixage. Michael Anthony joua toutes ses parties de basse sans médiator.

### Contenu
L'album ne dure que 33 minutes et contient notamment les hits "Panama" (no 13 US) et "Jump" (no 1 US). Ce dernier titre, surtout, restera à jamais la chanson-référence de Van Halen (no 9 en France), l'Olympique de Marseille en fera même son hymne lors des matchs à domicile. Contrairement à Diver Down il n'y a pas de reprises sur cet album.
Cet album contient beaucoup de passages joués au synthétiseur par Eddie Van Halen. Les paroles des chansons à l'exception de "I'll Wait" furent composées à l'arrière de la Mercury Lowrider 1951 de David Lee Roth (on peut la voir dans le clip vidéo de "Panama"). Lorsque la bande son était enregistrée, David en envoyait une cassette à son roadie Larry Hostler, qui venait chercher David après le déjeuner et la paire prenait la voiture et roulait dans les collines de Hollywood, sur la Pacific Coast Highway et dans la Vallée de San Fernando à la recherche de l'inspiration pour les paroles. Quand David avait écrit les textes, il les soumettait à Larry pour avoir son opinion.
Les paroles de la chanson "I'll Wait" furent coécrites avec Michael McDonald (ex-Doobie Brothers) mais son nom n'apparait pas dans les crédits de l'album.

### Réception de l'album
Aux États-Unis, le 17 mars 1984, 1984 se classa à la 2e place du Billboard 200 devancé seulement par l'album Thriller de Michael Jackson (sur lequel Eddie Van Halen jouait le solo de guitare de "Beat It"). Il se vendit à plus de trois millions d'exemplaires les trois premiers mois de sa sortie et en 1999 il obtint un disque de diamant.
L'album se classa, le 2 mai 1984, à la 1re place des charts canadiens et à la 15e place des charts de Grande-Bretagne en mars 1984. Il fut certifié disque d'or ou de platine dans de nombreux pays y compris la France.
Il est cité dans l'ouvrage de référence de Robert Dimery Les 1001 albums qu'il faut avoir écoutés dans sa vie.

### La pochette
Le groupe souhaitait une pochette représentant quatre danseuses chromées. Margo Nahas une artiste réputée pour son aptitude à rendre les effets métalliques dans ces peintures et avoir créé plusieurs pochettes d'albums fut contactée. Devant la complexité de la tâche, elle déclina l'offre mais laissa son portfolio au groupe. Celui-ci opta pour la peinture d'un petit ange fumant des cigarettes. Carter, le fils de deux ans d'une amie de Margo avait servi de modèle et les cigarettes sont en chocolat.
Cette illustration créa bien sûr une polémique et, en Grande-Bretagne, certains magasins de disques bannirent la pochette de leurs devantures. En 1991, la pochette de 1984 figurait à la 73e place des 100 plus belles pochettes de disque élues par le magazine Rolling Stone

### Le départ de David Lee Roth
Peu de temps après la tournée promotionnelle de cet album au succès immense, David Lee Roth enregistre Crazy from the Heat, son premier Ep en solo et annonce le 1er avril 1985 qu'il a quitté le groupe, ses projets toujours plus tournés vers plus de concerts et ses incessantes disputes avec Eddie sur l'avenir du groupe, mettant un terme à leur collaboration. Il mènera une carrière solo, et finira par revenir avec le groupe en 2007.
En attendant, il sera remplacé par Sammy Hagar, à la voix plus rauque. L'album suivant, 5150, sera lui aussi un grand succès.

## Liste des titres
Face 1
Toutes les chansons sont écrites et composées par le groupe, sauf pour la chanson I'll Wait sur laquelle Michael McDonald a aussi collaboré.
| No | Titre          | Durée |
| -- | -------------- | ----- |
| 1. | 1984           | 1:07  |
| 2. | Jump           | 4:04  |
| 3. | Panama (en)    | 3:31  |
| 4. | Top Jimmy      | 2:59  |
| 5. | Drop Dead Legs | 4:13  |

Face 2
| No | Titre                | Durée |
| -- | -------------------- | ----- |
| 6. | Hot for Teacher (en) | 4:42  |
| 7. | I'll Wait            | 4:41  |
| 8. | Girl Gone Bad        | 4:33  |
| 9. | House Of Pain        | 3:18  |

## Musiciens
- David Lee Roth - chant
- Edward Van Halen - guitares, claviers, chœurs
- Michael Anthony - basse, basse synthé sur I'll Wait, chœurs
- Alex Van Halen - batterie

## Singles
Jump
| Chart                  | Durée du classement | Position | Date            | Certifications               |
| ---------------------- | ------------------- | -------- | --------------- | ---------------------------- |
| Hot 100                | 21 semaines         | 1er      | 25 février 1984 | : Or · : Platine · : Platine |
| Mainstream Rock Tracks | 13 semaines         | 1re      | 21 janvier 1984 | : Or · : Platine · : Platine |
| Single Top 100         | 16 semaines         | 4e       | 16 avril 1984   | : Or · : Platine · : Platine |
| ARIA Charts            | 12 semaines         | 2e       | 19 mars 1984    | : Or · : Platine · : Platine |
| Ö3 Austria Top 40      | 8 semaines          | 4e       | 1er juin 1984   | : Or · : Platine · : Platine |
| (V) Ultratop           | 5 semaines          | 28e      | 18 février 1984 | : Or · : Platine · : Platine |
| RPM Top Singles        | 39 semaines         | 1er      | 17 mars 1984    | : Or · : Platine · : Platine |
| Single Top 100         | 25 semaines         | 1er      | 6 mai 1984      | : Or · : Platine · : Platine |
| IRMA                   | 7 semaines          | 2e       | 19 février 1984 | : Or · : Platine · : Platine |
| FIMI                   | —                   | 2e       | 1984            | : Or · : Platine · : Platine |
| RMNZ Singles Top40     | 11 semaines         | 12e      | 1er avril 1984  | : Or · : Platine · : Platine |
| Mega Top 50            | 6 semaines          | 34e      | 28 janvier 1984 | : Or · : Platine · : Platine |
| UK Singles Chart       | 13 semaines         | 7e       | 11 mars 1984    | : Or · : Platine · : Platine |
| Sverigetopplistan      | 5 semaines          | 11e      | 20 mars 1984    | : Or · : Platine · : Platine |
| Schweizer Hitparade    | 14 semaines         | 4e       | 8 avril 1984    | : Or · : Platine · : Platine |

I'll Wait
| Chart                  | Durée du classement | Position | Date          |
| ---------------------- | ------------------- | -------- | ------------- |
| Hot 100                | 14 semaines         | 13e      | 2 juin 1984   |
| Mainstream Rock Tracks | 21 semaines         | 2e       | 28 avril 1984 |
| RPM Top Singles        | 10 semaines         | 21e      | 26 mai 1984   |
| FIMI                   | —                   | 48e      | 1984          |
| UK Singles Chart       | 2 semaines          | 85e      | 5 août 1984   |

Panama
| Chart                  | Durée du classement | Position | Date         |
| ---------------------- | ------------------- | -------- | ------------ |
| Hot 100                | 18 semaines         | 8e       | 18 août 1984 |
| Mainstream Rock Tracks | 31 semaines         | 2e       | 3 mars 1984  |
| RPM Top Singles        | 13 semaines         | 15e      | 25 août 1984 |
| IRMA                   | 1 semaine           | 30e      | 27 mai 1984  |
| UK Singles Chart       | 3 semaines          | 61e      | 13 mai 1984  |

Hot for Teacher
| Chart                  | Durée du classement | Position | Date             |
| ---------------------- | ------------------- | -------- | ---------------- |
| Hot 100                | 7 semaines          | 56e      | 24 novembre 1984 |
| Mainstream Rock Tracks | 13 semaines         | 24e      | 11 février 1984  |
| RPM Top Singles        | 6 semaines          | 83e      | 15 décembre 1984 |
| UK Singles Chart       | 2 semaines          | 87e      | 15 juin 1985     |

## Charts & certifications

### Album
Charts
| Pays                                 | Durée du classement | Meilleur classement | Date            |
| ------------------------------------ | ------------------- | ------------------- | --------------- |
| Allemagne (GfK Entertainment)        | 30 semaines         | 11e                 | 2 avril 1984    |
| Australie (ARIA Charts)              | 10 semaines         | 11e                 | 19 mars 1984    |
| Autriche (Ö3 Austria Top 40)         | 6 semaines          | 12e                 | 1er mai 1984    |
| Canada (RPM)                         | 50 semaines         | 1er                 | 5 mai 1984      |
| États-Unis (Billboard 200)           | 83 semaines         | 2e                  | 17 mars 1984    |
| France (SNEP)                        | 43 semaines         | 5e                  | 1984            |
| Italie (FIMI)                        | -                   | 15e                 | 1984            |
| Norvège (VG-lista)                   | 5 semaines          | 12e                 | 30 janvier 1984 |
| Nouvelle-Zélande (RMNZ Albums Top40) | 45 semaines         | 15e                 | 8 avril 1984    |
| Pays-Bas (MegaCharts)                | 7 semaines          | 8e                  | 28 janvier 1984 |
| Royaume-Uni (UK Albums Chart)        | 25 semaines         | 15e                 | 11 mars 1984    |
| Suède (Sverigetopplistan)            | 9 semaines          | 4e                  | 7 février 1984  |
| Suisse (Schweizer Hitparade)         | 20 semaines         | 7e                  | 12 février 1984 |

Certifications
| Pays             | Certification | Ventes       | Date              |
| ---------------- | ------------- | ------------ | ----------------- |
| Allemagne        | Platine       | 500 000 +    | 2009              |
| États-Unis       | Diamant       | 10 000 000 + | 8 février 1999    |
| Canada           | 5 × Platine   | 500 000 +    | 1er décembre 1984 |
| France           | Or            | 100 000 +    | 1984              |
| Nouvelle-Zélande | Or            | 7 500 +      | 1er juillet 1984  |
| Royaume-Uni      | Or            | 100 000 +    | 28 juillet 1987   |